# Адаменко Іван Діомидович
Іван Діомидович Адаменко (рос. Адаменко Иван Диомидович; 13 листопада 1923 — 16 жовтня 1944) — учасник Німецько-радянської війни, помічник командира взводу 309-го гвардійського стрілецького полку 109-ї гвардійської стрілецької дивізії 46-ї армії 2-го Українського фронту, Герой Радянського Союзу (1945), гвардії старший сержант.

## Біографія
Народився 13 листопада 1923 року на хуторі Осінньо-Будьонівський Кущевського району Краснодарського краю в родині селянина.
Закінчивши початкову школу, працював у колгоспі.
В армію призваний у жовтні 1941 року. На фронті з грудня 1941 року.

## Подвиг
16 жовтня 1944 року помічник командира взводу 309-го гвардійського стрілецького полку гвардії старший сержант Адаменко, діючи в складі роти в районі с. Вінча на підступах до міста Белград (Югославія), брав участь у відбитті двох контратак противника. Побачивши, що два кулемети ворога не дають піднятися бійцям, він гранатою знищив один з них і закрив амбразуру другого своїм тілом. Шлях для просування роти був відкритий.
Звання Героя Радянського Союзу присвоєно 24 березня 1945 року посмертно. Похований на місці подвигу.

## Нагороди
- Медаль «Золота Зірка» Героя Радянського Союзу
- Орден Леніна
- Орден Слави III ступеня

## Пам'ять
- Ім'я Героя було занесено в списки бригади шоферів колгоспу імені Жданова Кущевського району Краснодарського краю.
- У 2000 році в честь Івана Адаменко була названа вулиця в селі Іллінському Кущевського району Краснодарського краю. У тому ж селі 2015 році його ім'я було присвоєно Муніципальному бюджетному загальноосвітньому закладу (МБОУ) ЗОШ № 3.